# Glenea kraatzi
Glenea kraatzi é uma espécie de escaravelho da família Cerambycidae. Foi descrito por James Thomson em 1865.  É conhecida a sua existência nas Filipinas.